# ليندا كروكت
ليندا كروكت (بالإنجليزية: Linda Crockett)‏ (20 يوليو 1943)؛ روائية أمريكية.